# Charaxes sulaensis
Charaxes sulaensis är en fjärilsart som beskrevs av Rothschild 1900. Charaxes sulaensis ingår i släktet Charaxes och familjen praktfjärilar. Inga underarter finns listade i Catalogue of Life.